# 張延豐
張延豐（1960年1月1日—），出生於遼寧省。現任甘肃蓝科石化高新装备股份有限公司董事長兼黨書記、上海蓝滨石化设备有限责任公司总经理。

## 生平
在2005年委任甘肃蓝科石化高新装备股份有限公司管理層，也是全国锅炉压力容器标准化技术委员会压力管道安全分技术委员会委员、全国锅炉压力容器标准化技术委员会热交换器分委员会主任委员。
畢業於抚顺石油学院化机专业大学本科学历。

## 相關連結
- 蓝科高新(601798)董事长张延丰:做中国热交换技术的开拓者和领跑者 中國上市資訊網[永久]